# Ковалевко (Плоцький повіт)
Ковалевко (пол. Kowalewko) — село в Польщі, у гміні Стара Біла Плоцького повіту Мазовецького воєводства.
Населення — 185 осіб (2011).
У 1975-1998 роках село належало до Плоцького воєводства.

## Демографія
Демографічна структура станом на 31 березня 2011 року:
|          | Загалом | Допрацездатний вік | Працездатний вік | Постпрацездатний вік |
| -------- | ------- | ------------------ | ---------------- | -------------------- |
| Чоловіки | 99      | 18                 | 71               | 10                   |
| Жінки    | 86      | 17                 | 49               | 20                   |
| Разом    | 185     | 35                 | 120              | 30                   |